# پیریدینیل پیپرازین
پیریدینیل پیپرازین (به انگلیسی: Pyridinylpiperazine) با فرمول شیمیایی C9H13N3 یک ترکیب شیمیایی با شناسه پاب‌کم 94459 است. که جرم مولی آن ۱۶۳٫۲۲ گرم بر مول می‌باشد. 